# 8123 Каналетто
8123 Каналетто (8123 Canaletto) — астероїд головного поясу, відкритий 26 березня 1971 року.
Тіссеранів параметр щодо Юпітера — 3,586.